# Strombulidens longirostris
Strombulidens es un género monotípico de musgos perteneciente a la familia Archidiaceae. Su única especie: Strombulidens longirostris, es originaria de Indonesia.

## Taxonomía
Strombulidens longirostris fue descrita por (M.Fleisch.) W.R.Buck y publicado en Brittonia 33: 454. 1981.
Sinonimia
- Cheilothela longirostris M. Fleisch.[3]